# (100701) 1998 AC1
(100701) 1998 AC1 es un asteroide perteneciente al cinturón de asteroides descubierto el 5 de enero de 1998 por Takao Kobayashi desde el Observatorio de Ōizumi, Ōizumi, Japón.

## Designación y nombre
Designado provisionalmente como 1998 AC1.

## Características orbitales
1998 AC1 está situado a una distancia media del Sol de 2,230 ua, pudiendo alejarse hasta 2,492 ua y acercarse hasta 1,969 ua. Su excentricidad es 0,117 y la inclinación orbital 6,951 grados. Emplea 1217,02 días en completar una órbita alrededor del Sol.

## Características físicas
La magnitud absoluta de 1998 AC1 es 15,6. 